# Mossbystrands naturreservat
Mossbystrands naturreservat är ett strandområde invid Östersjön i Västra Nöbbelövs socken öster om Abbekås mellan Ystad och Trelleborg i Skurups kommun i Skåne län. Strandområdet har också inrättas som en naturreservat som även omftatar gräsmarkerna ovanför stranden där det finns en fin torrängsflora.
Hotell Mossbylund ligger invid stranden. Länsväg 101 ansluter till Riksväg 9 i Mossbystrand.